# 奥古斯丁·彼拉姆斯·德堪多
奥古斯丁·彼拉姆斯·德堪多（法語：Augustin Pyramus de Candolle，1778年2月4日—1841年9月9日）是一名瑞士植物学家。他首先提出了“自然战争”的概念，也因此启发了达尔文。

## 生平
1778年出生于日内瓦，祖先来自法国的普罗旺斯，童年时身体虚弱，但学习很好，对文学尤其喜好，但大学时反而学习科学，并投身到植物学的研究。
1796年，他到了巴黎，1799年出版了四卷本的《肉质植物历史》，1802年出版了《黄耆类》，引起了居维叶的注意，他因此成为法兰西学院中居维叶和拉马克的助手，1803年至1815年，拉马克委托他在第三版《法国植物》中写序言《植物学的基本原理》，他的这篇文章第一次提出植物分类应该服从自然原则，而不是林奈的人为分类原则。
1804年，他获得背离医学院的医学博士学位，出版了《植物的医学用途试验》，1806年出版了《法国蔷薇的植物学分类》，在其后的6年中，因法国政府的聘请，每年夏季都进行对法国全国植物和农业的普查，1813年，出版了普查结果。1807年他被聘请担任蒙彼利埃大学医学院的植物学教授，1810年，被任命为当时这个大学科学学院新设立的植物学部主席。
在蒙彼利埃，1813年出版了《植物学基本理论》。1816年，他回到日内瓦，受州政府聘请担任新设立的自然历史部主席，他的后半生致力于完善他的植物分类的自然系统，但很快他发现个人无法全部完成这个庞大的工程，1821年，只出版了两部《植物界自然系统》，于是他于1824年开始，编著更为概括的《植物界自然系统概论》，但即使这部书也只完成三分之二，只出版了七部，他的健康很快恶化，在日内瓦逝世。
他首先提出了“自然的战争”理论，指出物种之间在进行战争，不同的物种为了争夺空间互相之间在进行战争。达尔文于1826年在爱丁堡大学研究了他的自然系统分类，1839年他访问英国时，达尔文请他共进晚餐，和他讨论了他的理论，启发了达尔文的自然选择原理。
巴西坎多豆属（Candolleodendron）和燕子狸藻亚属（Candollea）是以他命名的。
他去世后，他的儿子阿尔方斯·德堪多和卡西米尔·德堪多继承他的事业，继续完成他的《概论》。

## 所命名的分類
（列表可能不完整）
- 5个奥古斯丁·彼拉姆斯·德堪多命名的生物分类